# Pierre Nguyễn Văn Đệ
Pierre Nguyễn Văn Đệ (ur. 15 stycznia 1946 w Trí Bưu) – wietnamski duchowny rzymskokatolicki, w latach 2009–2022 biskup Thái Bình.

## Życiorys
Święcenia kapłańskie otrzymał 17 grudnia 1973 w zgromadzeniu salezjanów. Po święceniach i studiach w Đà Lạt został mistrzem nowicjatu, zaś w 1979 otrzymał nominację na proboszcza w Xuân Hiệp. W 1992 został wybrany prowincjałem na pięcioletnią kadencję. Po jej zakończeniu podjął pracę w zakonnym instytucie teologicznym.
29 listopada 2005 papież Benedykt XVI mianował go biskupem pomocniczym diecezji Bùi Chu ze stolicą tytularną Ammaedara. Sakry biskupiej udzielił mu 18 stycznia 2006 ówczesny ordynariusz tejże diecezji, Joseph Hoàng Văn Tiệm.
25 lipca 2009 został mianowany biskupem Thái Bình, zaś 9 września 2009 kanonicznie objął urząd. 29 października 2022 papież Franciszek przyjął jego rezygnację z pełnionego urzędu, złożoną ze względu na wiek.. 